# François Thomas Tréhouart
François Thomas Tréhouart de Beaulieu (pronunciación en francés: /fʁɑ̃swɑ toma tʁewaʁ də boljø/) (Epiniac, 27 de abril de 1798 - París, 8 de noviembre de 1873), fue un oficial de la marina nacional francesa y político francés.

## Biografía
F. Tréhouart realizó sus primeras armas en la batalla de Navarino en 1827 donde fue victorioso. Ya ascendido a teniente de navío, se casó en Laval con Pauline Defermon hija de Jean-François Defermon, barón del Imperio francés. Su hija Marie Amélie (nacida el 22 de junio de 1833 en Laval) se casó con el vizconde Gustave de Coatpont.
Fue nombrado contralmirante el 15 de febrero de 1846, ese mismo año fue el jefe de la flota intervencionista francesa que actuó junto a la flota inglesa o "británica" (la "británica" al mando de Samuel Inglefield) en la Batalla de la Vuelta de Obligado en la cual la Confederación Argentina se batió al mismo tiempo contra el imperio francés y el imperio inglés (oficialmente llamado Reino Unido). Pese a los infructuosos resultados de la guerra del Paraná, luego de esto fue declarado Gran Oficial (Grand officier) de la Légion d'honneur o Legión de Honor el 18 de julio de 1849, el 2 de abril de 1851 fue ascendido a vicealmirante reemplazando entonces durante la Guerra de Crimea al almirante Bruat. Entre 1852 a 1855 fue nombrado préfet maritime (prefecto marítimo) del 2.º arrondissement marítimo de Francia ( centrado en el puerto bretón de Brest). Tras esto fue elevado a la dignidad de caballero de la Grand-croix de la Légion d'honneur (Gran Cruz de la Legión de Honor) el 12 de agosto de 1860.
Aunque no está muy documentado, al parecer recibió por esa época y de parte del reino de España la gran cruz de la Orden de Isabel la Católica. Alcanzó el rango de senador del Segundo Imperio Francés desde el 16 de agosto de 1859 hasta su muerte. Posteriormente fue declarado almirante de Francia el 20 de febrero de 1869. Fue, hasta la fecha actual, el último parvenu o advenedizo en obtener tal distinción.